# Elisabeta de Parma
Elisabeth Farnese (italiană Elisabetta Farnese, spaniolă Isabel de Farnesio; 25 octombrie 1692 – 11 iulie 1766), fiica prințului Odoardo Farnese și a Dorothea Sophie de Neuburg, a fost soția regelui Filip al V-lea al Spaniei și a exercitată o mare influență asupra politicii externe a Spaniei.

## Parma

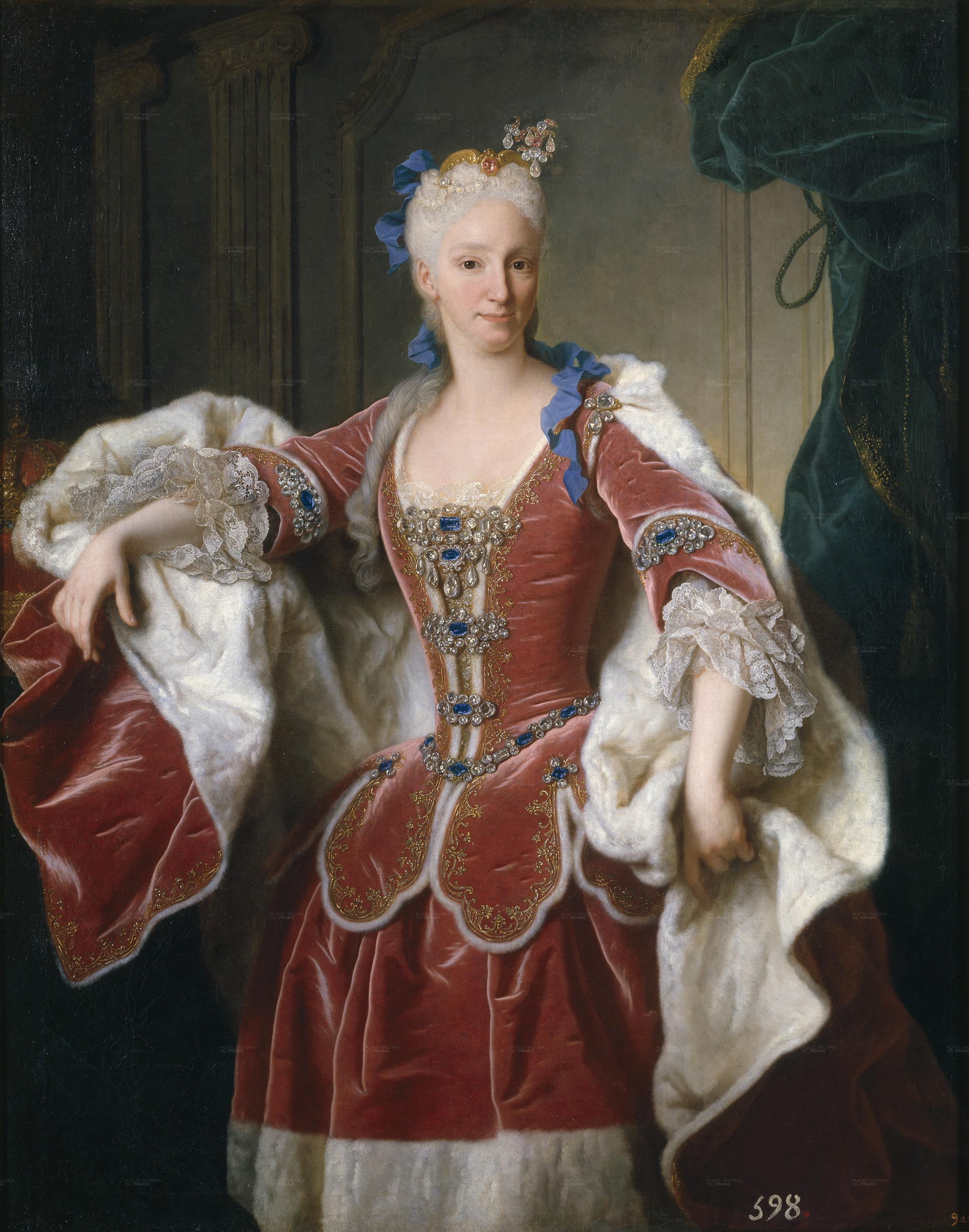
Elisabeth Farnese

Elisabeth s-a născut la Palatul della Pilotta din Parma, capitala ducatului care era condus de familia ei de mai mult de două secole. Mai târziu, Elisabeth a devenit moștenitoarea dominioanelor tatălui său după unchiul ei Francesco Farnese Duce de Parma și fratele ei mai mic, ambii rămași fără moștenitori. Victor Amadeus, Prinț de Piedmont și Francesco d'Este, Prinț de Modena au cerut-o în căsătorie însă negocierile au eșuat. 
Ducatul de Parma va fi moștenit de primul ei fiu, Infantele Carlos, și după ascensiunea sa pe tronul Spaniei, titlul a trecut celui de-al doilea fiu, Infantele Felipe. El este fondatorul Casei de Bourbon-Parma.
Mama ei a educat-o în izolare strictă dar chiar și această măsură nu a reușit să îmblânzească temperamentul ei imperios și ambițios. La vârsta de douăzeci și unu de ani (24 decembrie 1714) s-a căsătorit prin procură la Parma cu regele Filip al V-lea al Spaniei. Căsătoria a fost aranjată de către Cardinalul Alberoni, ambasadorul ducatului la Madrid cu sprijinul Prințesei des Ursins, Camarera Mayor a regelui Spaniei.

## Spania
Ca un semn de simpatie față de Spania, Papa i-a conferit "Trandafirul de aur" Elisabetei. Regina a fost însoțită de Alberoni în Spania. În timpul călătoriei, probabil inspirată de cardinal, ea decide s-o elimine pe Prințesa des Ursins pentru a fi singura care să aibă influență asupra regelui. Elizabeth obține repede influență completă asupra lui Filip al V-lea, care a fost considerat un rege slab. În primii ani de domnie a fost sfătuită de Alberoni și de unchiul ei, Ducele de Parma. Datorită sfaturilor lor a reușit să domine caracterul indecis al soțului ei care n-a contestat niciodată aceste decizii, care i-a acordat un rol puternic în politica din secolul al XVIII-lea în Spania. În acestă perioadă Alberoni a fost numit cardinal în 1716 și prim-ministru.
În 1724 Filip al V-lea a renunțat la tron în favoarea moștenitorul său, întâiul născut din prima căsătorie și s-a retras la palatul de La Granja. 

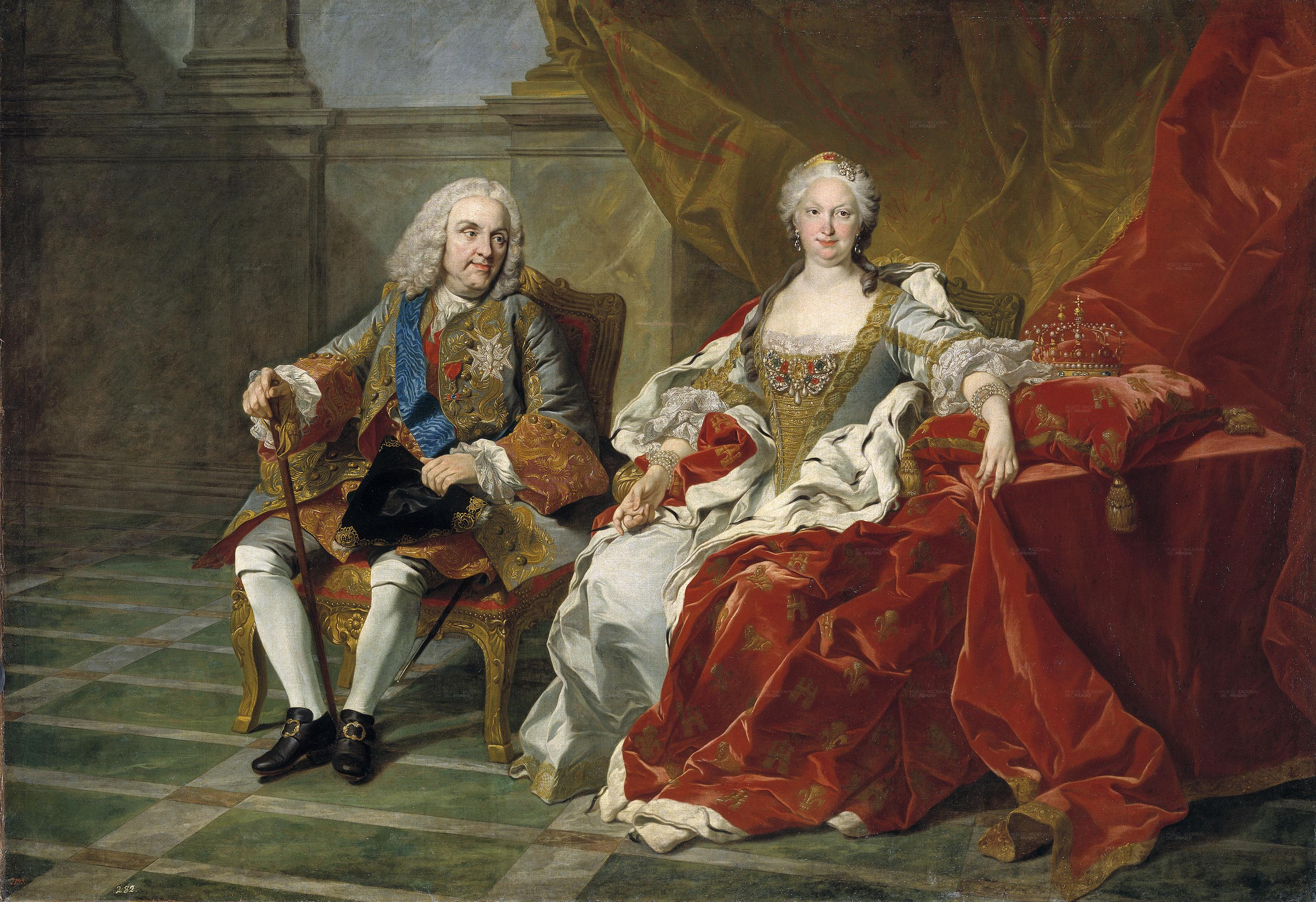
Regele Filip al V-lea și soția sa, Elisabeth Farnese.

Șapte luni mai târziu, totuși, decesul tânărului rege l-a rechemat pe Filip pe tron. În timpul ultimilor lui ani, când era aproape senil, ea a condus întreaga politică a Spaniei, astfel încât să asigure tronuri în Italia pentru fiii ei. În anul 1731 ea a avut satisfacția de a-și vedea planul realizat cu recunoașterea de către marile puteri prin Tratatul de la Viena din 1731 a fiul ei Don Carlos (ulterior Carol al III-lea al Spaniei) ca duce de Parma și, după Tratatul de la Viena din 1738 ascensiunea lui la tronul celor Două Sicilii. Al doilea fiu al ei, Filip, a devenit Duce de Parma în 1748.
În timpul lui Elisabeth, Spania a fost principala putere a lumii. După moartea lui Filip al V-în anul 1746, Elisabeth s-a retras la San Ildefonso dar fără a înceta intrigile în favoarea fiul său. Ea a trebuit să aștepte moartea, în 1759, a regelui Ferdinand al VI-lea al Spaniei, al patrulea fiu al lui Filip și al primei soții, Marie-Louise de Savoia, înainte de a-și vedea fiul cel mare pe tronul Spaniei, sub numele de Carol al III-lea. 
La sfârșitul războiului austriac de succesiune (1740-1748) și-a văzut celălalt fiu primind coroana ducatului Parma. Filip s-a căsătorit cu Prințesa Louise-Élisabeth a Franței, Madame Première, prima fiică a regelui Ludovic al XV-lea al Franței. În 1759, la moartea fiului ei vitreg Ferdinand, Elisabeth și-a asumat regența până la întoarcerea fiului ei Carol.
Elisabeth și-a petrecut ultimii ani ai vieții la Aranjuez unde și-a dedicat timpul acțiunilor de caritate și a devenit protectoare a iezuiților. Cu un an înaintea morții a avut satisfacția să vadă căsătoria dintre nepotul ei, Carlos, Prinț de Asturia (viitorul Carol al IV-lea) și nepoata ei Maria Luisa de Parma. A murit la 11 iulie 1766 la vârsta de 73 de ani, aproape oarbă.
1. ↑  IdRef, accesat în 22 mai 2020